# ミッシェル・ファブリツィオ
ミッシェル・ファブリツィオ ( Michel Fabrizio, 1984年9月17日 - ) は、イタリア・ローマ出身のオートバイレーサー。

## 経歴

### キャリア初期
6歳の時にミニバイクのレースを始め、ティーンエイジャーになる前にいくつかのタイトルを獲得した。2001年にはイタリア・カップとアプリリア・チャレンジを制し、2002年にジレラのマシンを駆ってロードレース世界選手権125ccクラスにデビューを果たし、そこそこの成功を収めた。2003年にはスーパーバイク世界選手権の併催イベントであるFIMスーパーストック1000カップに参戦し、チャンピオンを獲得した。

### MotoGPクラス、スーパースポーツ世界選手権
2004年にはWCMチームからMotoGPクラスにデビューを果たした。しかしシーズン終了まで参戦を続けることができず、シリーズランキングは22位に沈んだ。
2005年シーズンはスーパースポーツ世界選手権に、ホンダのワークス仕様のCBR600RRを駆って参戦した。勝利を挙げることはできなかったものの、12戦中9戦でトップ5以内に入る安定した走りを見せ、シリーズ5位の成績を収めた。

### スーパーバイク世界選手権へ

#### 2006年
翌2006年、ファブリツィオはD.F.X.チームからプライベーター仕様のホンダ・CBR1000RRを駆り、ベテランのピエールフランチェスコ・キリのチームメイトとしてスーパーバイク世界選手権にデビューを果たした。デビュー戦のカタールではレース1で5位、レース2で8位という成績を収めた。
第7戦ブルノでは、10番グリッドからスタートしたファブリツィオはハードコンパウンドのタイヤを選択しており、他のライダーが終盤にペースを落とす中、最後まで安定したペースを保っていた。レース1では終盤にアンドリュー・ピット、トロイ・コーサー、芳賀紀行をパスし、自身初の3位表彰台を獲得した。レース2ではさらに調子を上げ、終盤にジェームス・トスランドをパスし4位に上がると、その前方で2位を争っていた芳賀とコーサーにも追いついた。コーサーが芳賀にオーバーテイクを仕掛けた時に、ファブリツィオはその2台のさらにインに飛び込み、マシンをスライドさせほとんど芳賀に当たりながらもゴボウ抜きに成功。この時点で自己最高位となる2位表彰台を獲得した。
その後ファブリツィオは第9戦アッセンでも3位表彰台を獲得し、シリーズランキングは11位でデビューイヤーを終える。
またこの年には、負傷したトニ・エリアスの代役としてMotoGPのグレシーニ・レーシングから第8戦イギリスGPにエントリーしたが、プラクティス中に転倒し鎖骨を骨折してしまった。

#### 2007年
2007年もD.F.X.チームに残留。ブルノでの3位が唯一の表彰台となったが、前年と同じシリーズ11位を記録した。またこの年も、再び怪我を負ったエリアスの代役としてグレシーニ・チームからMotoGP第10戦ドイツGPに出場し、10位入賞を果たした。

#### 2008年
2008年、ファブリツィオはワークスのドゥカティ・ゼロックスチームに移籍し、トロイ・ベイリスのチームメイトとして新型のドゥカティ・1098を駆ることになった。第2戦フィリップアイランドのレース1では、スタート時に大クラッシュに巻き込まれ、足を負傷したにもかかわらず、赤旗掲示後の再スタートで3位表彰台に立つ活躍を見せた。第4戦アッセンで2レースともリタイヤを経験した後すぐ、ファブリツィオはこのシーズンが始まってから悩まされていた腕上がりの症状を治すための手術を受け、無事成功した。
自身初の渡米となった第6戦ソルトレークでは、予選でフロントロウを獲得し、レース1では1周目に11位まで落ちながらも3位表彰台を獲得、続くレース2でも再び3位を獲得する活躍を見せた。
その後得意のブルノで3位・2位のダブル表彰台、第12戦バレルンガ、最終戦ポルティマオで2位表彰台獲得などの活躍により、これまでで自己ベストのシリーズランキング8位に入った。またチームメイトのベイリスはチャンピオンを獲得し、このシーズンをもって現役を引退した。

#### 2009年
2009年、ファブリツィオはドゥカティ・ワークス2年目のシーズンを迎えた。引退したベイリスに代わり、ヤマハから移籍してきた芳賀紀行をチームメイトに迎えた。第5戦モンツァのレース1では、トップを走っていたベン・スピーズがガス欠でストップしたことに助けられた形であったが、ファブリツィオは94レース目にしてSBK初優勝を果たした。その後もコンスタントに表彰台を獲得し、第12戦イモラで2勝目、最終戦ポルティマオで3勝目を挙げ、スピーズ、芳賀に次ぐシリーズランキング3位を獲得した。

##### 再びMotoGP代役参戦
8月10日、原因不明の貧血と胃炎に悩まされていたドゥカティ・マルボロチームのケーシー・ストーナーが向こう3戦を欠場することが発表され、その代役はサテライトチームのプラマック・レーシングからミカ・カリオが移ることとなった。そしてそのカリオの穴埋めとして、ファブリツィオはプラマック・チームでドゥカティ・デスモセディチを駆ることになった。しかしMotoGP復帰戦となった第11戦チェコGPの決勝レース、腕上がりの症状が再発してしまったファブリツィオはわずか7周でピットイン・棄権となり、代役参戦はこの1レースで終了となった。

#### 2010年
2010年も芳賀と共にドゥカティワークスに残留し、スーパーバイク選手権に参戦したが、第6戦キャラミのレース1での1勝に留まり、シリーズランキング8位と前年ほどの活躍は果たせなかった。

#### 2011年
2011年シーズン、ドゥカティはSBKへのワークス参戦をおこなわないこととなったため、ファブリツィオはスズキワークスのアルスター・チームに移籍した。

## 主なレース戦績

### ロードレース世界選手権[15]
| シーズン | クラス | バイク               | 出走 | 優勝 | 表彰台 | PP | ポイント | 順位 |
| -------- | ------ | -------------------- | ---- | ---- | ------ | -- | -------- | ---- |
| 2002年   | 125cc  | ジレラ               | 16   | 0    | 0      | 0  | 4        | 31位 |
| 2004年   | MotoGP | ハリスWCM アプリリア | 10   | 0    | 0      | 0  | 8        | 22位 |
| 2007年   | MotoGP | ホンダ               | 1    | 0    | 0      | 0  | 6        | 21位 |
| 2009年   | MotoGP | ドゥカティ           | 1    | 0    | 0      | 0  | 0        | -    |
| 合計     |        |                      | 28   | 0    | 0      | 0  | 18       |      |

- 凡例
- ボールド体のレースはポールポジション、イタリック体のレースはファステストラップを記録。

| 年     | クラス | チーム     | 1       | 2      | 3      | 4      | 5      | 6       | 7       | 8       | 9      | 10     | 11      | 12     | 13     | 14     | 15      | 16     | 17  | 18  | 順位 | ポイント |
| ------ | ------ | ---------- | ------- | ------ | ------ | ------ | ------ | ------- | ------- | ------- | ------ | ------ | ------- | ------ | ------ | ------ | ------- | ------ | --- | --- | ---- | -------- |
| 2002年 | 125 cc | ジレラ     | JPN Ret | RSA 15 | SPA 18 | FRA 17 | ITA 16 | CAT Ret | NED Ret | GBR Ret | GER 23 | CZE 25 | POR Ret | BRA 23 | PAC 13 | MAL 26 | AUS Ret | VAL 20 |     |     | 31位 | 4        |
| 2004年 | MotoGP | アプリリア | RSA 18  | SPA 10 | FRA 16 | ITA 15 | CAT 16 | NED Ret | BRA     | GER 15  | GBR 20 | CZE 17 | POR Ret | JPN    | QAT    | MAL    | AUS     | VAL    |     |     | 22位 | 8        |
| 2007年 | MotoGP | ホンダ     | QAT     | ESP    | TUR    | CHN    | FRA    | ITA     | CAT     | GBR     | NED    | GER 10 | USA     | CZE    | RSM    | POR    | JPN     | AUS    | MAL | VAL | 21位 | 6        |
| 2009年 | MotoGP | ドゥカティ | QAT     | JPN    | SPA    | FRA    | ITA    | CAT     | NED     | USA     | GER    | GBR    | CZE Ret | IND    | SMR    | POR    | AUS     | MAL    | VAL |     | 20位 | 0        |

### スーパーバイク世界選手権[16]
| シーズン | バイク     | 出走 | 優勝 | 表彰台 | PP | FL | ポイント | シリーズ順位 |
| -------- | ---------- | ---- | ---- | ------ | -- | -- | -------- | ------------ |
| 2006年   | ホンダ     | 24   | 0    | 3      | 0  | 0  | 125      | 11位         |
| 2007年   | ホンダ     | 25   | 0    | 1      | 0  | 0  | 132      | 11位         |
| 2008年   | ドゥカティ | 28   | 0    | 7      | 0  | 2  | 223      | 8位          |
| 2009年   | ドゥカティ | 28   | 3    | 15     | 1  | 6  | 382      | 3位          |
| 2010年   | ドゥカティ | 26   | 1    | 6      | 0  | 1  | 195      | 8位          |
| 合計     |            | 131  | 4    | 32     | 1  | 9  | 1057     |              |

- 凡例
- ボールド体のレースはポールポジション、イタリック体のレースはファステストラップを記録。

| 年     | マシン     | 1     | 1     | 2       | 2       | 3       | 3       | 4       | 4       | 5     | 5       | 6     | 6     | 7       | 7     | 8       | 8      | 9       | 9     | 10      | 10      | 11      | 11     | 12    | 12      | 13      | 13     | 14      | 14    | 順位 | ポイント |
| 年     | マシン     | R1    | R2    | R1      | R2      | R1      | R2      | R1      | R2      | R1    | R2      | R1    | R2    | R1      | R2    | R1      | R2     | R1      | R2    | R1      | R2      | R1      | R2     | R1    | R2      | R1      | R2     | R1      | R2    | 順位 | ポイント |
| ------ | ---------- | ----- | ----- | ------- | ------- | ------- | ------- | ------- | ------- | ----- | ------- | ----- | ----- | ------- | ----- | ------- | ------ | ------- | ----- | ------- | ------- | ------- | ------ | ----- | ------- | ------- | ------ | ------- | ----- | ---- | -------- |
| 2008年 | ドゥカティ | QAT 9 | QAT 5 | AUS 3   | AUS 19  | SPA Ret | SPA 13  | NED Ret | NED Ret | ITA 9 | ITA 5   | USA 3 | USA 3 | GER 7   | GER 6 | SMR Ret | SMR 11 | CZE 3   | CZE 2 | GBR 12  | GBR 6   | EUR Ret | EUR 5  | ITA 7 | ITA 2   | FRA Ret | FRA 14 | POR Ret | POR 2 | 8位  | 223      |
| 2009年 | ドゥカティ | AUS 4 | AUS 5 | QAT Ret | QAT Ret | SPA 2   | SPA 3   | NED 9   | NED 4   | ITA 1 | ITA 2   | RSA 2 | RSA 2 | USA 3   | USA 2 | SMR 3   | SMR 2  | GBR 12  | GBR 3 | CZE Ret | CZE 3   | GER 7   | GER 9  | ITA 3 | ITA 1   | FRA 4   | FRA 13 | POR 5   | POR 1 | 3位  | 382      |
| 2010年 | ドゥカティ | AUS 2 | AUS 3 | POR 11  | POR 11  | SPA Ret | SPA Ret | NED 13  | NED 12  | ITA 7 | ITA Ret | RSA 1 | RSA 8 | USA Ret | USA 9 | SMR 4   | SMR 3  | CZE Ret | CZE 3 | GBR 4   | GBR Ret | GER Ret | GER 19 | ITA 7 | ITA Ret | FRA 6   | FRA 3  |         |       | 8位  | 195      |
| 2011年 | スズキ     | AUS 6 | AUS 8 | EUR Ret | EUR 7   | NED 5   | NED 7   | ITA 5   | ITA 3   | USA   | USA     | SMR   | SMR   | SPA     | SPA   | CZE     | CZE    | GBR     | GBR   | GER     | GER     | ITA     | ITA    | FRA   | FRA     | POR     | POR    |         |       | 7位  | 74       |